# Staubfeuerung
Die Staubfeuerung ist eine Feuerung, bei der gemahlener fester Brennstoff durch eine pneumatische Förderung in den Brennraum eingeblasen wird. Als Brennstoff werden Holz, Steinkohle, Braunkohle, Klärschlamm, Gülle, Gärreste sowie auch Tiermehl oder Petrolkoks eingesetzt. Staubfeuerungen werden in Wärmekraftwerken und in der thermischen Verfahrenstechnik (beispielsweise Zementwerke) verwendet.
Daneben gibt es auch die Möglichkeit feste  und flüssige Brennstoffe in Kombination als Brennstoff zu verwenden.
Da die Brennstoffmengen im Brennraum im Vergleich zur Rostfeuerung sehr gering sind, ist eine schnelle Leistungsanpassung möglich.

## Holzstaubfeuerungen
Holzstaub steht meistens als Abfallprodukt der Holzbearbeitung zur Verfügung und wird oft direkt in den produzierenden Werken verfeuert. Es werden meistens ausgemauerte Brennkammern verwendet, um einen guten Ausbrand zu erreichen. Das Rauchgas und die Asche werden durch einen Abhitzekessel in Form eines Großwasserraumkessels oder Wasserrohrkessels geleitet und anschließend durch einen Filter zum Abscheiden der Asche geleitet. Die Wärmeleistungen sind abhängig vom Angebot an Holzstaub und dem Bedarf des holzverarbeitenden Betriebes und liegen meistens im Bereich von 2 bis 75 MW.

## Kohlenstaubfeuerungen
Die Kohlenstaubfeuerung wird meistens in Großkraftwerken eingesetzt. Die Aufbereitung des Brennstoffes erfolgt im Kraftwerk durch den Einsatz von Kohlemühlen.